# Nickel Mountain
Nickel Mountain ist ein Filmdrama aus dem Jahr 1984, das in Island und den Vereinigten Staaten produziert wurde. Drew Denbaum führte Regie und schrieb das Drehbuch. Die Hauptrollen spielen Michael Cole, Heather Langenkamp, Patrick Cassidy, Grace Zabriskie und Brian Kerwin. Der Film basiert auf dem gleichnamigen Roman des amerikanischen Schriftstellers John Gardner.

## Handlung
Henry Soames besitzt ein ländliches Diner und ist mit Willard Freud und seiner Angestellten Callie Wells befreundet. Eines Tages erhalten Willard und Callie die Nachricht, dass diese schwanger ist und Willard verlässt sie. Henry nimmt Callie schließlich bei sich auf und hilft ihr auch durch ihre Schwangerschaft. Sie verlieben sich mit der Zeit ineinander und heiraten. Alles läuft gut, bis plötzlich Willard von der Straße zurückkehrt und das Baby für sich verlangt.

## Freigabe
Der Film hatte eine begrenzte Veröffentlichung in Tulsa, Oklahoma.
Nickel Mountain wurde Mitte der 1980er Jahre auf Videoband veröffentlicht.